# Zrušitev mostu v Morbiju (2022)
30. oktobra 2022 se je zrušil viseči most za pešce Jhulto Pul, nad reko Machchhu v mestu Morbi v Gudžaratu v Indiji, zaradi česar je umrlo najmanj 141 ljudi. Turisti so praznovali divali in gudžaratsko novo leto, ki je bilo letos 26. oktobra.
Most iz 19. stoletja so štiri dni pred nesrečo ponovno odprli po dolgotrajnem zaprtju zaradi popravil.

## Ozadje
Jhulto Pul (gudžaratsko ઝૂલતો પુલ; »viseči most«) je bil 230 m dolg in 1,25 m širok viseči most za pešce čez reko Machchhu. Prvič so ga odprli 20. februarja 1879.
Most je v lasti občine Morbi, ki je pred nekaj meseci z zasebnim skladom Oreva podpisala pogodbo o vzdrževanju in upravljanju. Podjetje Ajanta Manufacturing Pvt Ltd. iz Morbija je dobilo tudi 15-letno pogodbo za vzdrževanje in upravljanje mostu. Za uporabo so ga ponovno odprli 26. oktobra 2022, ob gudžaratskem novem letu in sicer po šestmesečnem obdobju popravil.
Po prvih podatkih je bil most odprt predčasno in brez zahtevanega potrdila o ustreznosti s strani lokalnih civilnih oblasti. Na mostu je bilo več kot 500 ljudi, medtem ko je njegova zmogljivost znašala le 125 ljudi. Predstojnik občine, ki je po potresu v Gudžaratu leta 2001 naročila popravila, je dejal, da je zasebno podjetje, odgovorno za obnovo, »odprlo most za obiskovalce, ne da bi nas obvestilo, zato nismo mogli opraviti varnostnega pregleda mostu«.
Štiri dni po ponovnem odprtju se je most zrušil.

## Incident
30. oktobra 2022 ob 18.40 se je most zrušil. Varnostni posnetki mostu so pokazali, da se je konstrukcija močno tresla, ljudje pa so se držali za kable in ograje na obeh straneh mostu, preden se je brv podrla. Kasnejše slike so pokazale, da se je med reševalnimi operacijami hodnik na sredini razdelil, nekateri deli pa so še vedno viseli na pretrganih kablih. Eden od preživelih je trdil, da je bilo na mostu preveč ljudi in so se komaj premikali, nekatere žrtve pa so zmečkali kosi mostu. Pet ekip nacionalnih sil je začelo z reševalno akcijo. Kasneje se jim je pridružilo osebje indijske vojske, mornarice in zračnih sil. Policija, vojska in ekipe za ukrepanje ob nesrečah so bile napotene v reševanje.
Najmanj 141 ljudi je umrlo, več kot 180 so jih rešili, številne pa še vedno pogrešajo. Med žrtvami so bili številni najstniki, ženske in starejši.
Indijska vlada in regionalna vlada sta napovedali izplačilo odškodnin najbližjim sorodnikom vsake umrle osebe in poškodovancem.

## Preiskava
Vlada Gudžarata je ustanovila petčlanski odbor za preiskavo in ugotovitev vzroka. Zaradi incidenta je bila uvedena preiskava proti osmim osebam.
Proti vzdrževalcem in upravljavcem mostu je bilo vloženo prvo informativno poročilo (FIR) na podlagi členov 304 (naklepni uboj, ki ne pomeni umora), 308 (namerno dejanje, ki povzroči smrt) in 114 (napeljevalec, prisoten pri kaznivem dejanju) indijskega kazenskega zakonika. Poslanec Mohan Kundariya, ki je v nesreči izgubil dvanajst družinskih članov, vključno s sestro, je dejal, da je bil vzrok preobremenitev. Tiskovni predstavnik podjetja Oreva je za The Indian Express povedal, da je bilo na srednjem delu mostu preveč ljudi, ki so ga »skušali spraviti v zibanje«.

## Odzivi
Predsednik vlade Narendra Modi in notranji minister Unije Amit Shah sta izrekla sožalje.
Predsednik opozicije v kongresu, Mallikarjun Kharge in vodja stranke Rahul Gandhi sta delavce stranke prosila za pomoč.